# Championnat du Ghana de football 1982
Navigation
Saison précédente Saison suivante
La saison 1982 du Championnat du Ghana de football est la vingt-quatrième édition de la première division au Ghana, la Premier League. Elle regroupe, sous forme d'une poule unique, les douze meilleures équipes du pays qui se rencontrent deux fois, à domicile et à l'extérieur. En fin de saison, les deux derniers du classement sont relégués et remplacés par les deux meilleures formations de deuxième division.
C'est le club d'Asante Kotoko, tenant du titre, qui remporte à nouveau le championnat cette saison après avoir terminé en tête du classement final, avec deux points d'avance sur un duo composé de Great Olympics et d'un des clubs promus de D2, le Standfast FC. C'est le onzième titre de champion du Ghana de l'histoire du club. 

## Les clubs participants
| - Hearts of Oak SC - Asante Kotoko - Great Lions FC - Great Olympics - Real Tamale United - Standfast FC - Promu de D2 | - Eleven Wise - Prestea Mines Stars - Sekondi Hasaacas - Cornerstones Kumasi - Brong Ahafo United - Okwahu United - Promu de D2 |

## Compétition
Le barème de points servant à établir les classements se décompose ainsi :
- Victoire : 2 points
- Match nul : 1 point
- Défaite : 0 point

### Première phase
| Rang | Équipe              | Pts | J  | G  | N | P  | Bp | Bc | Diff |
| ---- | ------------------- | --- | -- | -- | - | -- | -- | -- | ---- |
| 1    | Asante KotokoT      | 33  | 22 | 15 | 3 | 4  | 41 | 14 | +27  |
| 2    | Great Olympics      | 31  | 22 | 13 | 5 | 4  | 32 | 13 | +19  |
| 3    | Standfast FCP       | 31  | 22 | 13 | 5 | 4  | 37 | 25 | +12  |
| 4    | Sekondi Hasaacas C4 | 29  | 21 | 11 | 7 | 3  | 29 | 16 | +13  |
| 5    | Hearts of Oak SC    | 29  | 21 | 11 | 6 | 4  | 20 | 14 | +6   |
| 6    | Brong Ahafo United  | 20  | 22 | 7  | 6 | 9  | 21 | 26 | -5   |
| 7    | Eleven WiseC        | 19  | 22 | 5  | 8 | 9  | 24 | 25 | -1   |
| 8    | Okwahu UnitedP      | 16  | 22 | 6  | 4 | 12 | 15 | 21 | -6   |
| 9    | Real Tamale United  | 16  | 20 | 6  | 4 | 10 | 28 | 28 | 0    |
| 10   | Prestea Mines Stars | 14  | 22 | 5  | 4 | 13 | 19 | 36 | -17  |
| 11   | Cornerstones Kumasi | 12  | 21 | 4  | 4 | 13 | 19 | 20 | -1   |
| 12   | Great Lions FC      | 8   | 21 | 0  | 8 | 13 | 11 | 33 | -22  |

|  | Qualification pour la Coupe des clubs champions africains 1983                                                                  |
|  | Qualification pour la Coupe des Coupes 1983                                                                                     |
|  | Qualification pour la Coupe de l'UFOA 1983                                                                                      |
|  | Relégation directe en deuxième division                                                                                         |
|  | T : Tenant du titre C4 : Vainqueur de la Coupe de l'UFOA 1982 C : Vainqueur de la Coupe du Ghana P : Promu de deuxième division |

- Pour une raison indéterminée, c'est Prestea Mines Stars qui est relégué en lieu et place de Cornerstones Kumasi.
- Sekondi Hasaacas se qualifie à la fois pour la Coupe des Coupes et la Coupe de l'UFOA, dont il est le tenant.

## Bilan de la saison
| Championnat du Ghana de football 1981-1982 |                           |
| Champion                                   | Asante Kotoko (11e titre) |
| Coupes et trophées                         |                           |
| Vainqueur de la Coupe du Ghana 1981-1982   | Eleven Wise               |
| Qualifications continentales               |                           |
| Coupe des clubs champions africains 1983   | Asante Kotoko             |
| Coupe des Coupes 1983                      | Sekondi Hasaacas          |
| Coupe de l'UFOA 1983                       | Sekondi Hasaacas (tenant) |
| Coupe de l'UFOA 1983                       | Great Olympics            |
| Promotions et relégations                  |                           |
| Promus en Premier League                   | Bofoakwa Tano FC          |
| Promus en Premier League                   | State Traders of the GNTC |
| Relégués en Second League                  | Prestea Mines Stars       |
| Relégués en Second League                  | Great Lions FC            |